# نماذج مدن ثلاثية الأبعاد

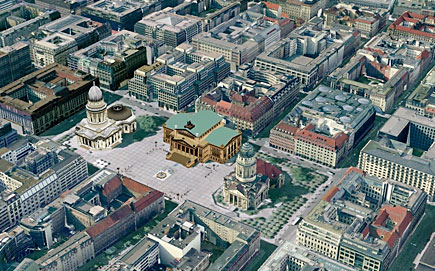

نماذج المدن ثلاثية الأبعاد هي نماذج رقمية لسطح الأرض والأشياء المتعلقة به الخاصة بالمناطق الحضرية (مثل المدن والمصانع والمباني وغير ذلك). ومن أمثلة لغة النمذجة لنماذج المدن ثلاثية الأبعاد CityGML.

## التطبيقات
وقد استُخدمت نماذج المدن ثلاثية الأبعاد في السنوات الأخيرة في العديد من التطبيقات:
- لتصوير المدن لأغراض مختلفة (مثل السياحة والرحلات الافتراضية)،
- ولأهداف تتعلق بـالتخطيط العمراني،[3]
- وفي أنظمة الملاحة،[4]
- وفي أنظمة النقل الذكية،[5]
- وفي نمذجة الضوضاء،[5]
- وفي مراجعة التخطيط الحراري للمباني في المناطق الكبيرة[2][6](انظر أيضًا التخطيط الحراري للأريديوم).